# Khaled al-Asaad
Khaled al-Asaad (em árabe: ‏خالد الأسعد‎; Palmira, 1934 – Palmira, 18 de agosto de 2015) foi um arqueólogo sírio, chefe de antiguidades de Palmira durante mais de quarenta anos.
Em maio de 2015 Palmira caiu sob o controle do grupo militante terrorista Estado Islâmico do Iraque e do Levante (EIIS), e Asaad estava entre os capturados durante este tempo. Foi executado em 18 de agosto de 2015.

## Publicações selecionadas
- Asaad, Khaled (1980). Nouvelles découvertes archéologiques en Syrie [New archaeological discoveries in Syria] (em francês). Damascus: Direction général des antiquités et des musées. OCLC 602249622; 2nd edition 1990.
- Asaad, Khaled; Bounni, Adnan (1984). Palmyra. Geschichte, Denkmäler, Museum (em alemão). Damascus: Direction général des antiquités et des musées
- Gawlikowski, Michael; Asaad, Khaled (1995). Palmyra and the Aramaeans. Col: ARAM periodical. 7. Oxford: The ARAM Society for Syro-Mesopotamian Studies. OCLC 68075497
- Asaad, Khaled (1995). «Restoration Work at Palmyra». ARAM Periodical. 7 (1): 9–17. OCLC 4632456923. doi:10.2143/ARAM.7.1.2002213
- Asaad, Khaled; Yon, Jean-Baptiste (2001), Inscriptions de Palmyre. Promenades épigraphiques dans la ville antique de Palmyre (= Guides archéologiques de l'Institut Français d'Archéologie du Proche-Orient Bd. 3). Institut Français d'Archéologie du Proche-Orient, Beirut 2001; ISBN 2-912738-12-1.
- Asaad, Khaled; Schmidt-Colinet, Andreas (eds) (2013), Palmyras Reichtum durch weltweiten Handel. Archäologische Untersuchungen im Bereich der hellenistischen Stadt. 2 vols. Holzhausen, Vienna 2013; ISBN 978-3-902868-63-3, ISBN 978-3-902868-64-0.

## Prémios
- Prémio Festival Terras sem Sombra (2016) - Póstumo